# Viggo Dibbern
Viggo Valdemar Dibbern (Frederiksberg, 10 juli 1900 - Herlev, 30 januari 1982) was een Deens turner. 
Dibbern won met de Deense ploeg olympisch goud in de landenwedstrijd vrij systeem tijdens de Olympische Zomerspelen 1920 in het Belgische Antwerpen.

## Resultaten

### Olympische Zomerspelen
| Jaar | Plaats    | Resultaten                         |
| ---- | --------- | ---------------------------------- |
| 1920 | Antwerpen | in de landenwedstrijd vrij systeem |